# Рейд на Зебрюгге
Рейд на Зебрюгге (англ. Zeebrugge Raid, нім. Überfall auf Seebrügge, нід. Aanval op de haven van Zeebrugge; фр. Raid sur Zeebruges) — спеціальна операція Королівського флоту Великої Британії, що проводилася 23 квітня 1918 року силами загону морської піхоти з метою блокування бельгійського порту Брюгге-Зебрюгге за роки Першої світової війни. Британці розраховували затопити застарілі кораблі на вході в канал, щоб в такий спосіб не дати німецьким бойовим кораблям можливості вийти з порту. Бельгійський порт інтенсивно використовувався німецьким Імперським флотом як база підводних човнів і кораблів легких сил, що становили загрозу контролю союзників над Ла-Маншем і південною частиною Північного моря. Декілька спроб британського флоту заблокувати порти Фландрії шляхом обстрілів кораблями зазнали невдачі, а операція «Хаш» — план висадки морського десанту з п'яти дивізій 4-ї армії на бельгійське узбережжя у 1917 році — не була реалізованою. Оскільки втрати кораблів союзників унаслідок атак німецьких підводних човнів постійно зростали, Адміралтейство шукало інші способи заблокувати доступ кораблям противника у відкритем море і тому погодилося на проведення ризикованого рейду, запропонованого командувачем Дуврського патруля контрадміралом Роджером Кізом.
Спроба провести наліт на Зебрюгге була зроблена 2 квітня 1918 року, але в останній момент була скасована, оскільки напрямок вітру змінився і не вдалося встановити димову завісу, щоб прикрити рух кораблів. Ще одна спроба була зроблена 23 квітня з одночасною атакою на Остенде. Два з трьох блокшипів були затоплені у найвужчій частині каналу Брюгге-Остенде, а один із двох підводних човнів протаранив віадук, що сполучав берег і моль, щоб заблокувати німецький гарнізон і не дати йому можливості взяти участь у битві. Але, блокшипи виявились затопленими не в тому місці, як розраховувалося, і вже за кілька днів німці відкрили канал для руху підводних човнів під час припливу. З проведеної операції були отримані уроки, які будуть використані у Другій світовій війні.

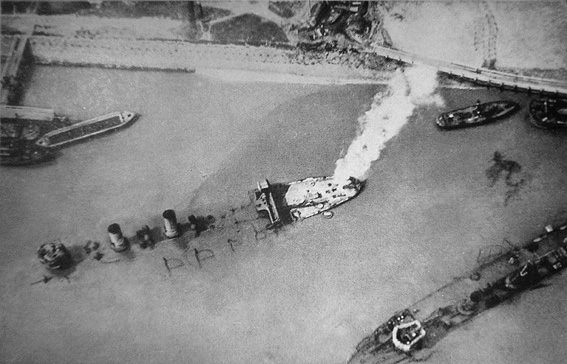
Уламки затоплених британських крейсерів після рейду на Зебрюгге, квітень 1918 року.

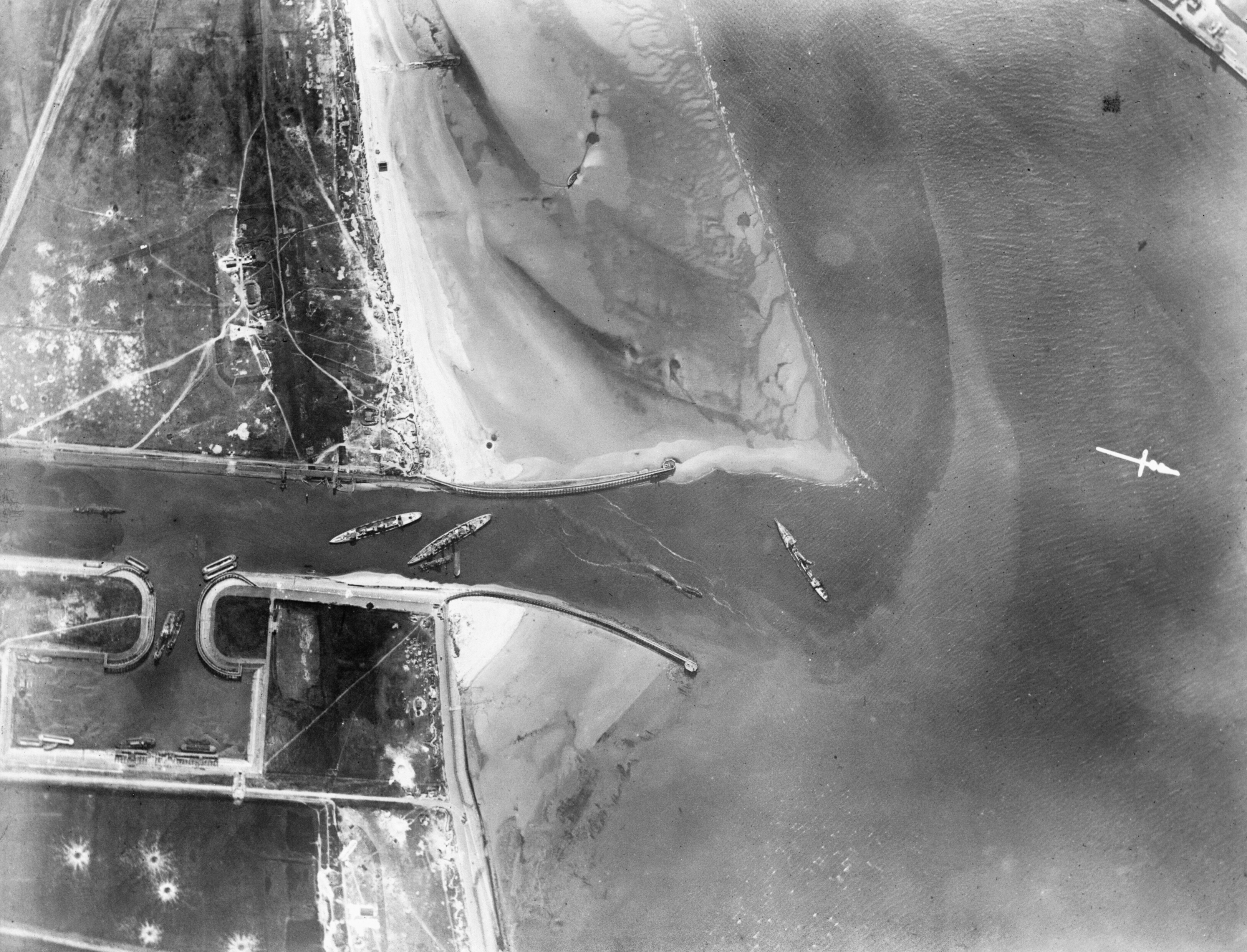
Аерофотознимок блокшипів на вході до порту Зебрюгге, квітень 1918 року.

## Історія
На весну 1917 року німецька оборона на узбережжі Фландрії включала важку артилерійську батарею «Кайзер Вільгельм II» у Кнокке, східніше Брюггського каналу, що налічувала чотири 12-дюймових (300-мм) гармати із дальністю стрільби до 37 км і батарею «Тірпіц» західніше Остенде з чотирма 11-дюймовими (280-мм) гарматами з дальністю до 32 км. Паралельно німці будували ще дві батареї, а між основними оборонними спорудами було багато мобільних артилерійських систем, облаштованих окопів і кулеметних гнізд. Єдиною вразливою частиною німецької оборонної системи були шлюзові ворота в Зебрюгге, руйнування яких призвело б до того, що перепускна спроможність каналу до Брюгге різко зменшилася і створила б німцям проблеми у виході кораблів і підводних човнів на бойові операції.
23 лютого 1918 року у Великому флоті оголосили набір добровольців для виконання спеціального завдання, справжню мету якого знала дуже обмежена кількість людей. Королівський флот виділив для рейду декілька застарілих крейсерів, з яких зняли непотрібне оснащення, озброєння. Пороми Iris, Daffodil і підводні човни були переобладнані в Портсмуті. Оперативна група флоту, що проводила операцію, зупинилася у Свін-Діп, приблизно за 8 морських миль (15 км) на південь від Клактона. Перша можливість для рейду була на початку квітня 1918 року, і 2 квітня ця група вийшла у відкрите море, Зебрюгге було обстріляно коарблями 65-ї ескадри з Дюнкерка. Успіх рейду залежав від постановки димових завіс для захисту британських кораблів від вогню німецької берегової артилерії, але напрямок вітру в цей день був несприятливим, і атаку скасували.

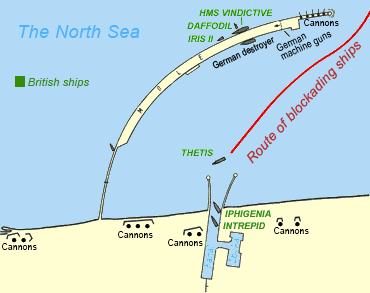
Рейд на Зебрюгге

### Рейд
23 квітня британські сили здійснили другу спробу рейду, одночасно здійснивши наліт на сусідню гавань Остенде. Рейд розпочався з атаки на мол Зебрюгге завдовжки в милю, проведений старим крейсером «Віндіктив» з двома поромами Daffodil та Iris II. Три кораблі супроводжували дві старі підводні човни, які були начинені вибухівкою, щоб підірвати віадук, що з'єднує мол з берегом. «Віндіктив» мав висадити десант з 200 моряків і батальйон Королівської морської піхоти біля входу в канал Брюгге-Остенде, які повинні були знищити німецькі позиції на споруді. Під час висадки вітер змінився, і димову завісу, яка прикривала судно, знесло в море. Морські піхотинці негайно потрапили під масований вогонь ворога і зазнали численних втрат. «Віндіктив» був помічений німецькими артилеристами та змушений висадити людей не в тому місці, що призвело до втрати потужної гарматної підтримки дій морської піхоти. Згодом підводний човен «C3» під командуванням лейтенанта Річарда Сендфорда знищив віадук, коли його підривний заряд вибухнув.
Спроба потопити три старі крейсери, щоб перекрити шляхи виходу кораблів в порт Брюгге-Зебрюгге та з нього, провалилася. Невдача атаки на мол Зебрюгге призвела до того, що німці зосередили вогонь на трьох блокшипах «Тетіс», «Інтрепід» та «Іфігенія», які були залиті бетоном. «Тетіс», якому було наказано протаранити шлюзові ворота в кінці каналу, був серйозно пошкоджений німецьким вогнем і наразився на затоплену дротяну сітку, яка вивела з ладу обидва двигуни старого крейсера. Не досягнувши входу до основного каналу, корабель почав тонути, екіпаж «Тетіса» з превеликими труднощами дотягнув його до фарватера і затопив. Два інших кораблі були затоплені в найвужчому місці каналу, як планувалося. Старі підводні човни «C1» і C3, укомплектовані екіпажами з добровольців по одному офіцеру та чотири матроси, вели субмарини, в носовій частині яких було по п'ять тонн аматолу. За задумом ці плавучі міни мали бути підігнані під віадук, а потім підірвані, щоб заблокувати сили противника на молі та не дати можливості посилити німецький гарнізон резервами. Екіпажі повинні були покинути свої підводні човни незадовго до зіткнення з віадуком, залишивши підводні човни прямувати на цілі самостійно. Під час переходу з Дувра C1 відірвався від свого буксиру і прибув занадто пізно, щоб взяти участь в операції. Лейтенант Сендфорд, командир C3, вирішив направити човен на віадук вручну, а не сподіватися на автономний рух.
Екіпажі блокшипів і підводного човна «C3» були врятовані моторними катерами.

### Наслідки
Британці спочатку визнали операцію успішною, але потім було з'ясоване, що затоплені кораблі не створювали 100 % затору для доступу німецьких підводних човнів.
Водночас, британські сили зазнали серйозних втрат при проведенні цієї операції. За даними істориків, з 1700 людей, які брали участь у рейді, історик С. Ф. Вайз зафіксував у 1981 році, що 300 було поранено і більше 200 убито; Кендалл назвав 227 загиблих і 356 поранених. Есмінець «Норт Стар» був затоплений. Німці зазнали втрату восьми осіб загиблими і шістнадцять пораненими.